# تشارلز أبوت
تشارلز أبوت (بالإنجليزية: Charles James Abbott)‏ (1815 في المملكة المتحدة - 1889 في المملكة المتحدة) هو لاعب كريكت بريطاني (وحمل سابقاً جنسية المملكة المتحدة لبريطانيا العظمى وأيرلندا).

## وصلات خارجية
- تشارلز أبوت على موقع إي آس بي آن كريك إنفو (الإنجليزية)